# Jim Ringo
Jim Ringo (tytuł oryg. The Gunfighter) – amerykański western z 1950 w reżyserii Henry’ego Kinga z Gregorym Peckiem w roli głównej.

## Obsada
- Gregory Peck – Jimmy Ringo
- Helen Westcott – Peggy Walsh
- Millard Mitchell – Marshal Mark Strett
- Jean Parker – Molly
- Karl Malden – Mac
- Richard Jaeckel – Eddie
- Skip Homeier – Hunt Bromley
- Kim Spalding – Clerk (pierwsza rola)
- Anthony Ross – Deputy Charlie Norris
- Verna Felton – Mrs. August Pennyfeather
- Ellen Corby – Mrs. Devlin
- David Clarke – Second Brother
- Alan Hale Jr. – Brother

## Produkcja
Prawa filmowe do realizacji Jima Ringo były pierwotnie zakupione przez Columbia Pictures, gdzie w główną rolę miał się wcielić John Wayne. Aktor pomimo dużego zainteresowania, propozycję zdecydował się odrzucić, ze względu na brak sympatii do prezesa wytwórni, Harry’ego Cohna. Columbia odsprzedała prawa 20th Century Fox, a w roli głównej wystąpił Gregory Peck. Film Wayne’a Rewolwerowiec z 1976, często bywa porównywany do Jima Ringo, ze względu na liczne podobieństwa w fabule.

## Nagrody i nominacje
- Writers Guild of America Award – Best Written American Western